# Meghalaya
Meghalaya là một bang Đông Bắc Ấn Độ. Tên bang có nghĩa là "nơi cư ngụ của mây" trong tiếng Phạn. Dân số của Meghalaya (tính đến năm 2016) được ước tính là 3.211.474. Meghalaya có diện tích khoảng 22.430 km2, với tỉ lệ chiều dài và chiều rộng là khoảng 3:1.
Bang này giáp ranh với các phân khu Mymensingh và Sylhet của Bangladesh về phía nam, phân khu Rangpur về phía tây, và bang Assam về phía đông và bắc. Thủ phủ của Meghalaya là Shillong. Trong thời kỳ cai trị của người Anh, chính quyền đế chế Anh đặt cho nó danh hiệu "Scotland của phương Đông". Meghalaya trước đây là một phần của Assam, nhưng ngày 21 tháng 1 năm 1972, các huyện Khasi, Garo và đồi Jaintia được tách riêng ra để lập nên bang Meghalaya. Tiếng Anh là ngôn ngữ chính thức tại Meghalaya. Những ngôn ngữ khác được nói gồm tiếng Khasi, tiếng Pnar, tiếng Hajong, tiếng Rabha, tiếng Garo và tiếng Biate. Không như nhiều bang khác, xã hội Meghalaya về lịch sử theo một chế độ mẫu hệ mà dòng dõi và di sản được truyền qua phụ nữ; thường thì người con gái trẻ nhất thừa hưởng tất cả của cải và có bổn phận chăm sóc cho bố mẹ.
Đây là nơi ẩm ướt nhất Ấn Độ, với lượng mưa trung bình hàng năm 12.000 mm (470 in). Khoảng 70% diện tích được phủ rừng. Vùng sinh thái rừng cận nhiệt đới Meghalaya chiếm ưu thế tại đây; những khu rứng đất cao khác biệt với những khu rừng đất thấp nhiệt đới mạn nam. Rừng Meghalaya có sự đa dạng sinh học đáng kể về động vật có vú, chim, và thực vật.
Meghalaya có một nền kinh tế chủ yếu dựa trên nông nghiệp với nền lâm nghiệp kèm theo. Những cây trồng quan trọng là khoai tây, lúa, ngô, dứa, chuối, đu đủ, và cây gia vị. Ngành dịch vụ bao gồm bất động sản và bảo hiểm. Tổng sản phẩm nội địa năm 2012 của Meghalaya được ước tính là ₹16173 karor (US$2,5 billion) theo thời giá hiện tại. Về địa lý, nơi này giàu có về khoáng sản, nhưng được chưa khai thác. Bang có chừng 1.170 km (730 mi) đường lộ quốc gia. Đây là trung tâm hậu cần lớn trong giao thương với Bangladesh.

## Địa lý

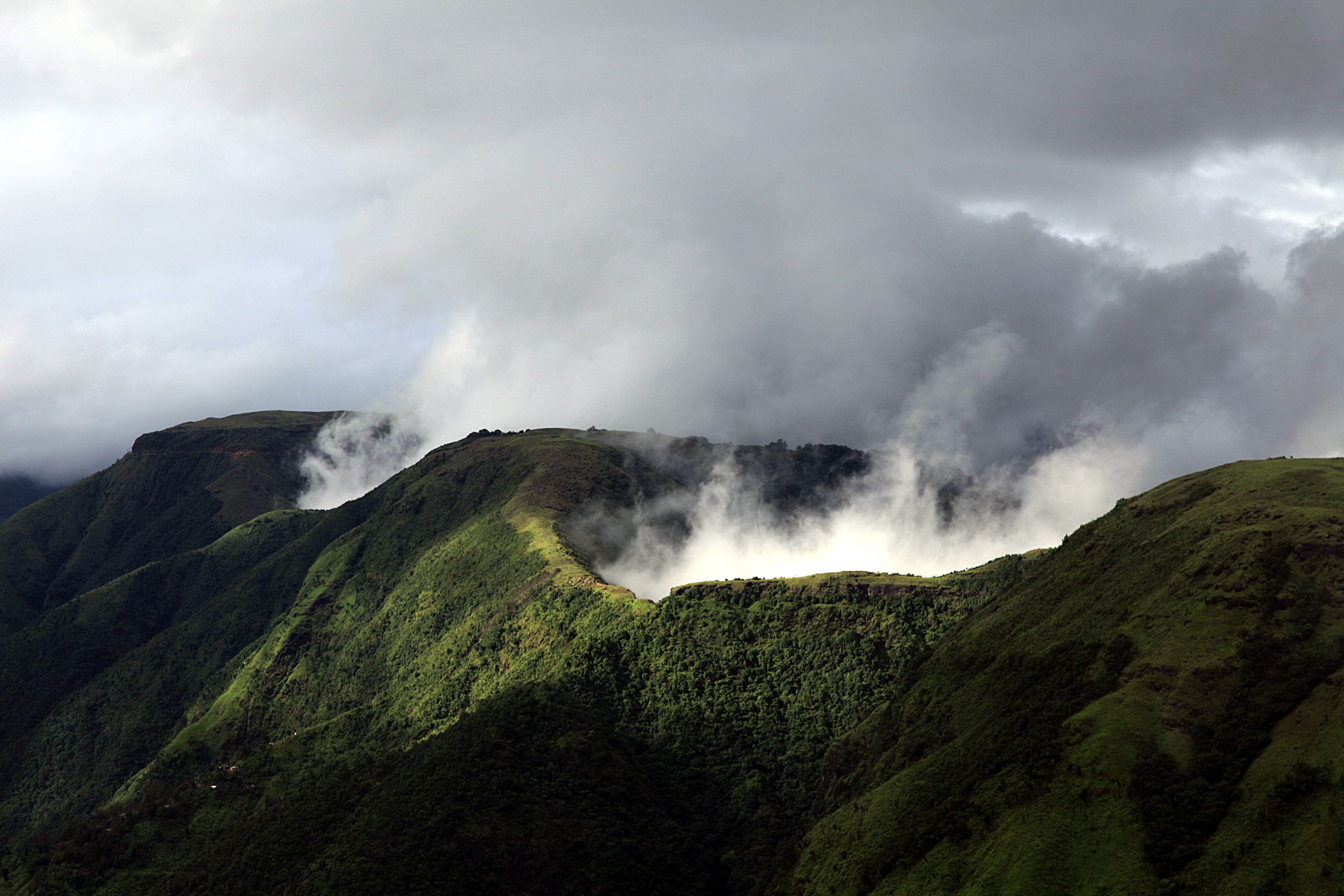
Meghalaya là một bang vùng núi, với lượng mưa lớn nhất Ấn Độ. Tên Meghalaya có nghĩa là "nơi cư ngụ của mây". Trên hình là khung cảnh Laitmawsiang được phủ trong sương.

Meghalaya là một trong Bảy Bang Chị Em miền Đông Bắc Ấn Độ. Nơi này có nhiều núi non, xem kẻ với những thung lũng dài và cao nguyên, từ đó tạo nên sự đa dạng về địa lý. Những thành hệ đá ở đây có từ liên đại Thái cổ. Những lớp đá này chứa nhiều khoáng sản có giá trị như than đá, đá vôi, urani và sillimanit.
Meghalaya có nhiều sông. Chúng lấy nước từ mưa và thường chảy theo mùa. Những sông chính trong vùng đồi Garo là Daring, Sanda, Bandra, Bhogai, Dareng, Simsang, Nitai và Bhupai. Ở mạn trung và đông cao nguyên, những con sông quan trọng là Khri, Digaru, Umiam, Kynshi (Jadukata), Mawpa, Umiam (Barapani), Umngot và Myntdu. Ở vùng đồi Khasi, sông chảy tạo nên những hẽm núi sâu và những thác nước xinh đẹp.

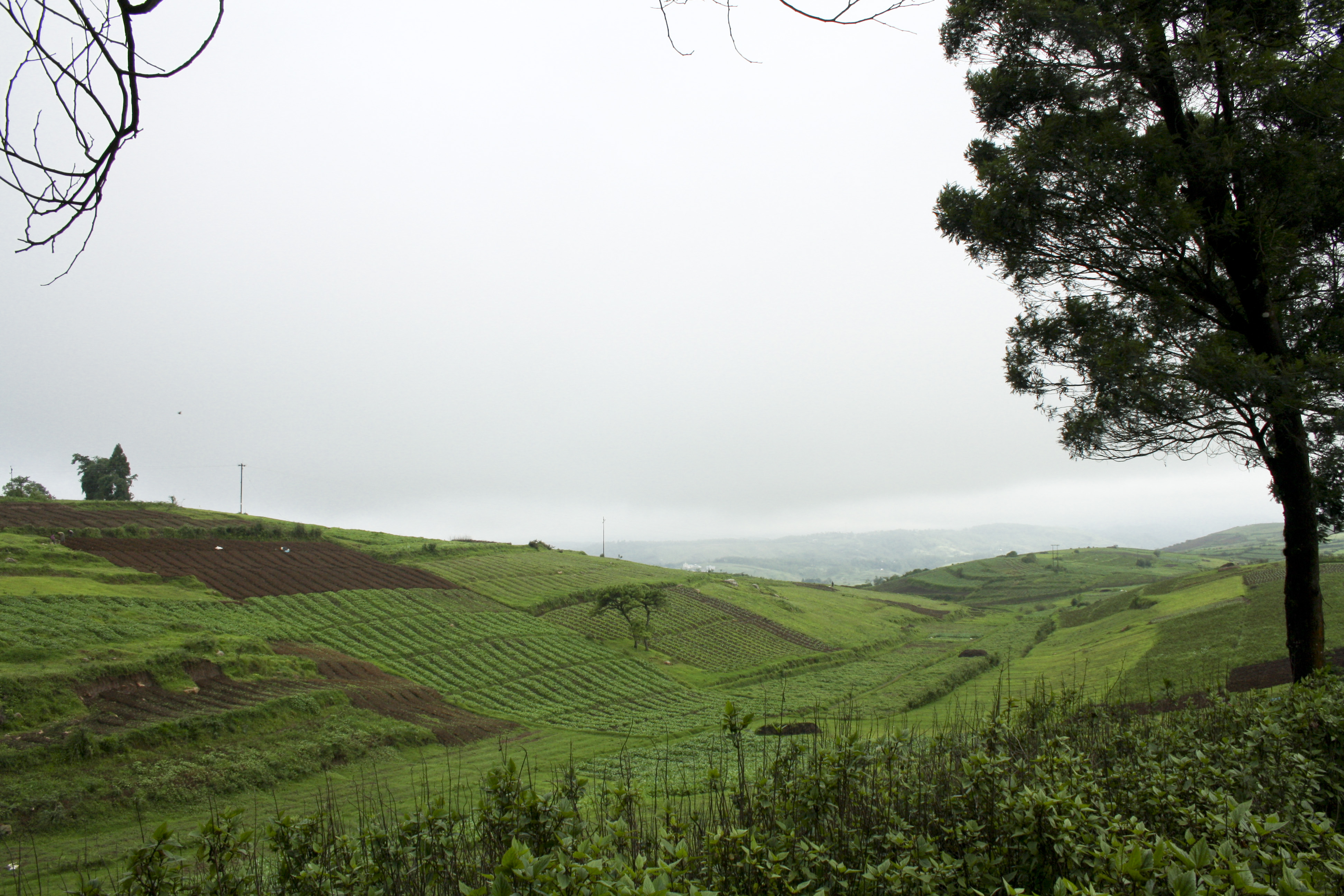
Nương rẫy tại Meghalaya ở địa hình đồi, núi.

Độ cao của cao nguyên là từ 150 m (490 ft) đến 1.961 m (6.434 ft). Phần trung là dãy đồi Khasi với độ cao lớn nhất, về phía đông là dãy đồi Jaintia. Điểm cao nhất Meghalaya là đỉnh Shillong (1961 m). Điểm cao nhất dãy đồi Garo miền tây là đỉnh Nokrek (1515 m).

### Khí hậu
Với lượng mưa trung bình hàng năm 12.000 mm (470 in) ở một số khu vực, Meghalaya là nơi ẩm ướt nhất trái đất. Phần mạn tây, gồm dãy đồi Garo, chịu nhiệt độ cao gần như suốt năm. Khu vực Shillong, ở độ cao lớn hơn, có nhiệt độ thấp hơn. Nhiệt độ tối đa hiếm khi vượt qua 28 °C (82 °F), còn vào mùa đông, nhiệt độ thường xuyên xuống dưới không độ.

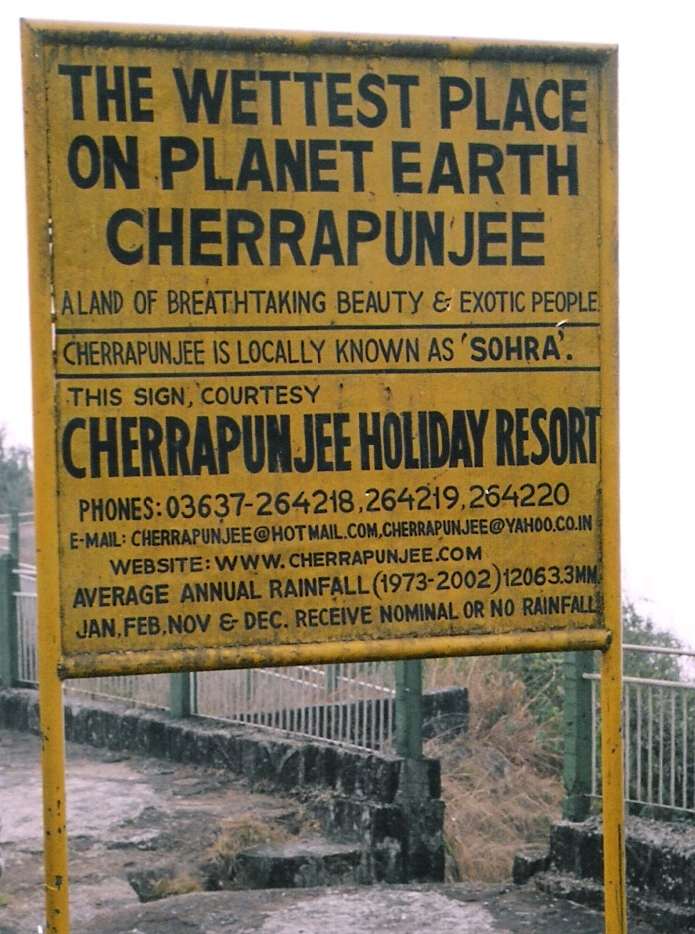
A sign board in Cherrapunji

Thị trấn Sohra (Cherrapunji) ở phía nam Shillong giữ kỷ lục về lượng mưa trong một tháng, còn làng Mawsynram, gần Sohra (Cherrapunji), giữ kỷ lục về lượng mưa trong một năm.

### Hệ động thực vật
Khoảng 70% diện tích bang phủ rừng, trong đó 9.496 km2 (3.666 dặm vuông Anh) là rừng rậm nguyên sinh cận nhiệt đới. Rừng Meghalaya được xem là một trong các môi trường sống phong phú nhất về thực vật ở châu Á. Những khu rừng này nhận lượng mưa dồi dào, hỗ trợ cho một hệ động-thực vật đa dạng. Một phần nhỏ rừng ở Meghalaya được xem là "rừng thiên" (xem rừng thiên ở Ấn Độ). Đây là những góc nhỏ rừng cổ đại mà đã được lưu giữ bởi con người trong hàng nghìn năm vì niềm tin tôn giáo và văn hóa. Chúng được bảo vệ khỏi mọi sự khai thác. Những khu rừng thiên này là nơi cư trú cho nhiều loài động-thực vật hiếm. Khu dự trữ sinh quyển Nokrek ở tây dãy đồi Garo và vườn quốc gia Balphakram ở nam dãy đồi Garo là nơi có đa dạng sinh học cao nhất trên toàn Meghalaya. Ngoài ra, Meghalaya còn ba khu bảo tồn khác: khu bảo tồn hoang dã Nongkhyllem, khu bảo tồn Siju và khu bảo tồn Bhagmara (nơi sinh sống ở loài nắp ấm Nepenthes khasiana).
Với điều kiện khí hậu và địa hình như vậy, Meghalaya có nhiều loài ký sinh trùng, thực vật biểu sinh, thực vật mọng nước và cây bụi. Hai loài cây phổ biến là Shorea robusta (sala) và Tectona grandis (tếch). Meghalaya cũng phong phú về cây ra trái, rau, cây gia vị và cây thuốc. Hệ lan đa dạng với gần 325 loài, đa dạng nhất ở Mawsmai, Mawmluh và Sohrarim.

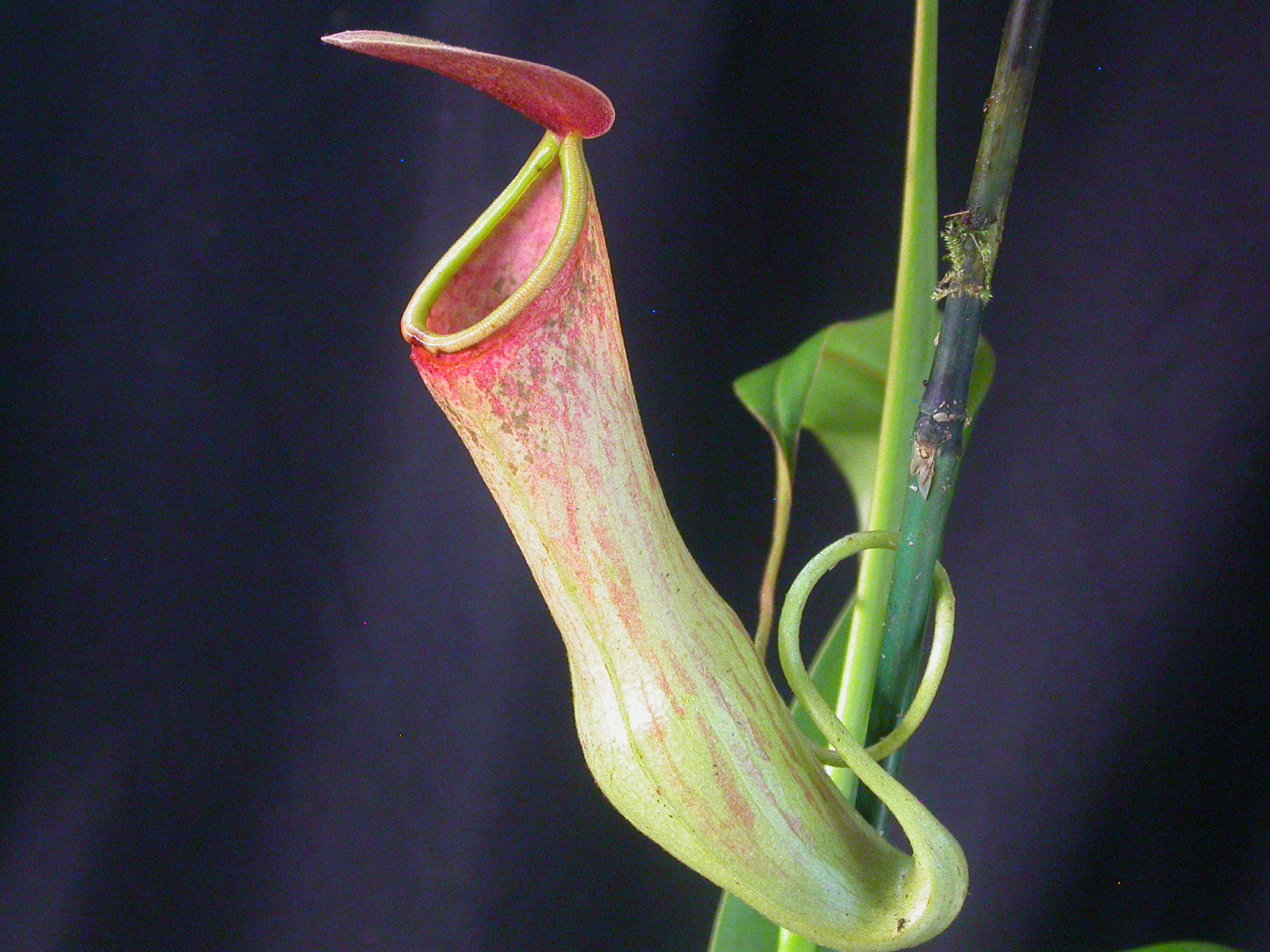
Nepenthes khasiana

Hệ động vật có vú gồm voi, gấu, gấu trúc đỏ, cầy hương, cầy lỏn, chồn, động vật gặm nhấm, bò tót, trâu rừng, hươu, lợn rừng, dơi và một số linh trưởng. Những hang đá vôi Meghalaya, như hang Siju, là nơi cụ ngụ của một số loài dơi hiếm nhất. Vượn mày trắng có mặt khắp Meghalaya.
Thằn lằn, cá sấu và rùa cạn không hiếm. Rắn gồm có trăn, rắn sọc dưa, rắn hổ mang Ấn Độ, rắn hổ mang chúa, và viper.

## Thư mục

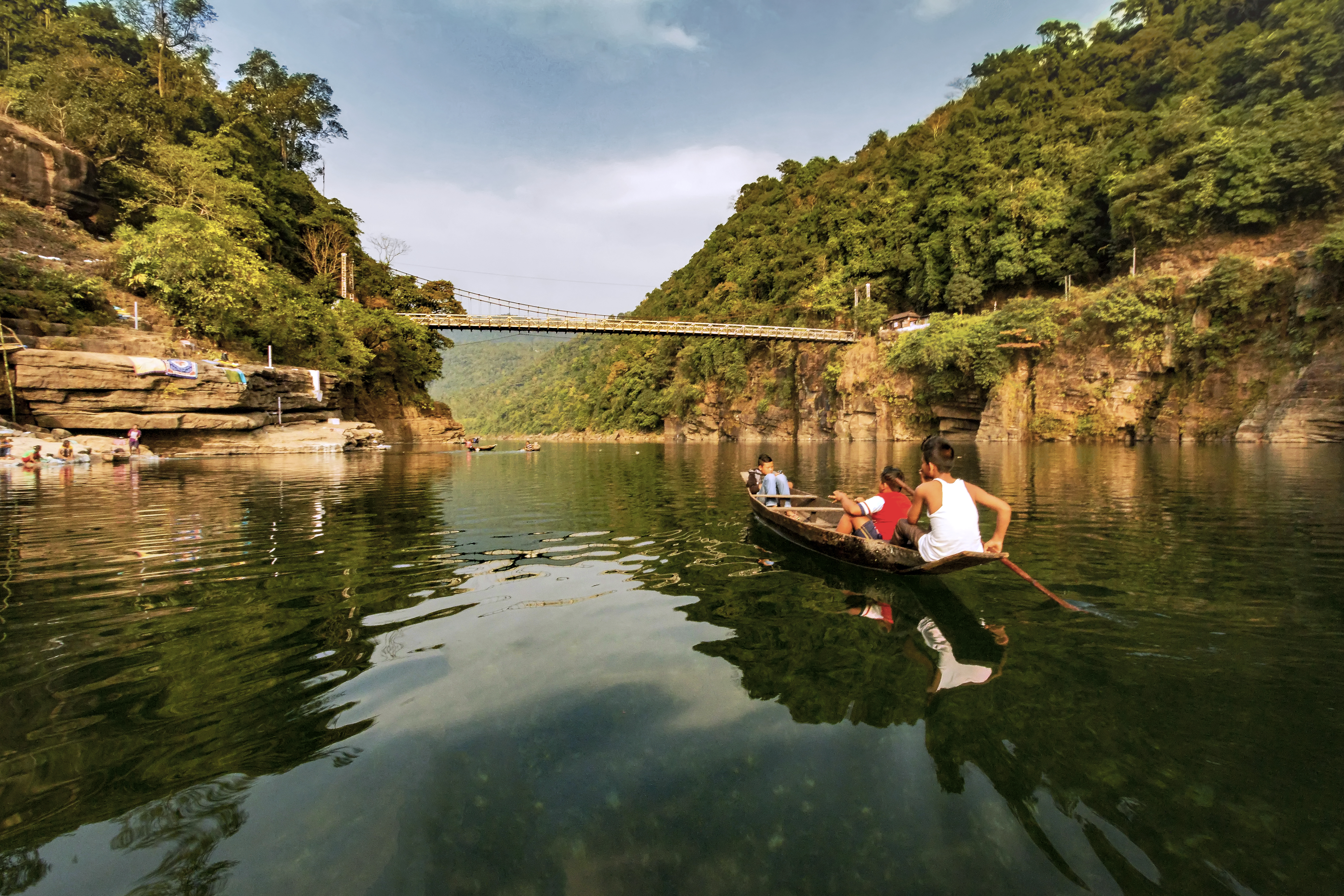
Sông Umngot

## Dân cư
- Người Khasi: 50%
- Người Garo: 27,5%
- Người Bengal: 14%

Tiếng Anh là ngôn ngữ chính thức.